# Ediciones Vértice
Ediciones Vèrtice, S. A., fou una editorial catalana ubicada a Barcelona, fundada per J. Torrá i Mas el 1964. Inicialment només feia tasques de distribució, amb el nou nom va continuar fent distribució, però també va editar còmics procedents d'agències de còmics, d'IPC Media de Marvel Comics i DC Comics fins al 1981.
Va estar en actiu durant 19 anys des del 1964 fins al 15 de desembre del 1982.
En l'edició de còmics va demostrar un elevat menyspreu per l'obra original, remuntant i reescrivint les historietes, amb un resultat caòtic i sense el coneixement dels autors. Aquest fet va provocar que sovint el més apreciat dels còmcis de Vértigo fossin les seves portades, en color. Per la seva qualitat gràfica, van destacar sobretot portatistes com Enrich, Borrell, Florencio Clavé o Rafael López Espí.